# Agrella de galàpet
L' agrella de galàpet (Rumex patientia) és una espècie de planta amb flors del gènere Rumex dins la família de les poligonàcies (Polygonaceae).
Addicionalment pot rebre els noms de agrelles, paciència, paradella, paradella de galàpet, pradella, romassa i romedes. També s'han recollit les variants lingüístiques agriguella de galàpat, panadella, pasiensia i remissa.
Aquesta planta vivaç de port herbaci té una alçada des de 0,5 a 1 metre. La tija i les grans fulles tenen els nervis rojos. Les seues flors tenen una olor acre, i el seu sabor és més aviat amarg.

## Hàbitat
Les voreres dels camins i els terrenys ombrívols del nord d'Espanya i regions d'Europa central. Encara que és nativa d'Europa està naturalitzada en el continent americà.

## Propietats i indicacions
Tota la planta conté en abundància ferro i fòsfor, tanins, i glúcids actius sobre l'aparell digestiu i renal. La seua arrel s'ha usat com un laxant segur, tot i que actua tan lentament que cal esperar diverses setmanes per notar l'efecte. D'ací el nom de paciència.
És antianèmica (pel seu contingut en ferro), depurativa i una mica diürètica. El seu ús està indicat en els casos de restrenyiment rebel, en les cures depuratives de primavera, en els èczemes, en l'atonia de l'aparell digestiu i en les anèmies per manca de ferro.
Aplicades externament, les seues fulles i l'arrel matxucades tenen efecte cicatritzant sobre úlceres i llagues de la pell.

## Ús
Les fulles es consumeixen com a verdura. També en infusió amb 30 grams de fulles i/o d'arrel seca triturada per litre d'aigua, de la qual es prendran de 2 a 3 tasses diàries. De suc fresc de les fulles, un got al dia. Externament, cataplasmes de fulles i d'arrel matxucades, que s'aplicaran sobre les úlceres i llagues. (Abans de fer res consulta amb un expert.)